# Hormonski motilec
Hormonski motilci ali endokríni disrúptorji, tudi motilci (delovanja) endokrinega sistema (MES) (angleško endocrine distruptors, tudi endocrine modulators, endocrine active compounds ali environmental hormones) so sintetične snovi, ki spremenijo delovanje endokrinega oz. hormonalnega sistema in so posledično zdravju škodljive. Natančneje povedano so eksogeni agensi, ki motijo proizvodnjo, sproščanje, transport, presnovo (metabolizem), vezavo, delovanje in eliminacijo naravnih hormonov v telesu, s tem pa vplivajo na ohranjanje notranjega ravnovesja (homeostaze) oz. normalno celično presnovo, plodnost, vedenje in razvoj.

## Vrste hormonskih motilcev in mehanizem delovanje
Po poročilu Ameriške agencije za varstvo okolja obstaja 87.000 potencialnih hormonskih motilcev. Med njimi prevladujejo industrijske kemikalije (75.500), dodatki v kozmetiki in živilih (8000), pomožne snovi v pesticidih (2500), aktivne snovi v pesticidih (900). Hormonski motilci so naravnega in umetnega izvora. Med prve sodijo spolni hormoni vretenčarjev (estrogeni in androgeni: 17-beta-estradiol oz. testosteron), fitoestrogeni (genistein, daidzein, koumestrol), med druge pa klorirani pesticidi (DDT, lindan, linuron, diuron, metoksiklor), poliklorirani bifenili, polibromirani bifenili, dioksini, furani, BPA, ftalati, goriva, ultravijolični filtri, bromirani difenili in difeniletri (zaviralci gorenja), farmacevtski izdelki (17-alfa-etinilestradiol, DES).
Eksperimentalno potrjeni hormonski motilci so:
- poliklorirani bifenili oz. PCB-ji (maziva, kot so hidravlično olje in maziva za črpalke, idr.)
- dioksin (npr. stranski produkti pri barvanju papirja)
- benzopiren (npr. npr. cigaretni dim)
- ftalati (npr. PVC)
- bisfenol A (npr. laki)
- pesticidi
- alkilfenoli (detergenti v čistilih)
- težke kovine (kadmij, svinec in živo srebro)

Ti spremenijo delovanje endokrinega sistema tako, da:
1. posnemajo naravne hormone, kot npr. estrogene in androgene in s tem aktivirajo podobne procese v telesu ter posledično povzročijo prekomerno stimulacijo oz. spodbujanje k delovanju;
2. se lahko vežejo na receptorje za hormone in tako zavirajo delovanje naravnih hormonov, telo pa se ne more normalno odzvati na spremenjeno homeostazo;
3. z vplivanjem na sintezo, metabolizem v jetrih in izločanje hormonov spremenijo njihovo koncentracijo v telesu.

Nekateri znanstveniki domnevajo, da hormonski motilci na podobne načine škodljivo vplivajo na zdravje, posledica tega pa so lahko na primer zmanjšana plodnost in pospeševanje nekaterih bolezni, kot so endometrioza in rak.

## Vpliv na živali
Pri več živalskih vrstah so ugotovili, da so hormonski motilci vzrok motenj v razmnoževanju, rasti in razvoju in posledično sprememb v lokalnih populacijah.
Številčnost populacij baltskih tjulnjov, ki so bili izpostavljeni organoklorinom, na primer PCB-jem, je močno upadla. Tjulnji so imeli močno poškodovan endokrini sistem ter posledično težave z razmnoževanjem in imunostjo. Zaradi izpostavljenosti pesticidom se je močno zmanjšala populacija floridskega panterja; danes jih je le še okoli 50. Pri samcih so odkrili zelo veliki odstotek kriptorhizma, kar pomeni, da so testisi ostali v trebušni votlini: ker se pri sesalcih spermiji pri temperaturi nad 37 °C poškudujejo, je to prispevalo k neplodnosti in posledično k upadanju populacije. Samcem floridskega panterja so izmerili visoke koncentracije estrogena glede na androgene, kar je nedvomno nenavadna slika hormonskega profila. Škodljive učinke distruptorjev so odkrili še pri drugih sesalcih, na primer pri vidrah, kunah zlaticah, miših, rovkah, podganah, medvedih in belugah.
Predvsem pri ribojedih ptičih, izpostavljenjim delovanju endokrinim distruptorjem, so odkrili stanjšanje jajčne lupine in nenormalen razvoj spolnih organov. Na območju, močno onesnaženem z DDT-jem, so našli samice, ki so imele razmnoževalne organe na levi in desni strani (normalno je na levi) ter samce z jajcevodi in ovotestisi. Galebi, golobi, japonske prepelice in ščinkavci so zaradi izpostavljenosti celo spremenili vedenje, predvsem v povezavi z razmnoževanjem in starševstvom. Samice ptičev, ki so jih poskusno izpostavili motilcem delovanja endokrinega distruptorja, se niso odzvale na dvorjenje samcev in niso valile jajc ali hranile mladičev. Pri galebih se je zmanjšalo število samcev, zaradi česar se je povečalo t. i. število lezbičnih parov.
Težave, povezane z endokrinim sistemom, so odkrili tudi pri dvoživkah, nevretenčarjih, plazilcih in ribah; med slednjimi so največ poškodb ugotovili pri morskih polžih. Zaradi tribultina, snovi v barvah za plovila, samice morskih mehkužcev, na primer ostrige in dagnje, lahko razvijejo moške spolne organe ali postanejo hermafroditi.

## Vpliv na človeka
O vplivu hormonskih motilcev na človeka ni veliko znanega, saj veljajo poskusi na ljudeh za neetične. Zelo verjetno je, da motilci:
- zmanjšujejo plodnost, zvišujejo nenormalno zgradbo moških spolnih organov in sečil (npr. hipospadija) in povzročajo karcinom mod (testisov),[6]
- povzročajo bolezni ženskih spolnih organov, kot so vnetje endometrija, policistični jajčniki in neplodnost,
- povzročajo zgodnejši nastop pubertete,[6]
- povzročajo debelost in zaplete, povezane z njo, kot so srčnožilne bolezni (predvsem bisfenol A in ftalati)[6]
- povzročajo razvojne nepravilnosti možganov,[6]
- pripomorejo k manjšemu odstotku rojenih dečkov.

Številne raziskave so ugotovile, da je od leta 1940 kakovost sperme močno upadla: v primerjavi z letom 1940 se je gostota spermijev v spermi prepolovila, ravno tako odstotek normalnih spermijev, količina sperme pa se je zmanjšala za 20 odstotkov. Vedno več dečkov se rodi z nenormalnimi spolnimi organi: podvojil se je odstotek kriptorhizma in hipospadizma. V razvitem svetu se je v zadnjih petdesetih letih pogostost raka na testisih povečala za trikrat.
Poleg tega motilci delovanja endokrinega sistema verjetno pospešujejo nastanek raka na dojkah, maternici, prostati in ščitnici. Izpostavljenost nosečnic lahko škodljivo vpliva na razvoj otroka, predvsem na endokrini, imunski in živčni sistem, pri čemer poškodbe slednjega sistema lahko privedejo do avtizma, motenj v vedenju nižjega inteligenčnega količnika ter težav z učenjem in koncentracijo pri otroku.
Raziskave so potrdile, da se pri moških lahko pojavi kriptorhizem in pri ženskah adenokarcinom nožnice (vagine), katerih matere so med nosečnostjo jemale dietilstilbestrol (DES); tveganje za adenokarcinom znaša od 0,1-1 na 1.000, sicer pa se v zvezi z izpostavljenostjo DES-u pogosteje pojavljajo benigne spremembe na nožnici, predmaligne spremembe na materničnem vratu v smislu cervikalne intraepitelijske neoplazije (CIN) ter razvojne nepravilnosti maternice.

## Zanikanje nevarnosti in varstveni ukrepi
Predstavniki farmacevtskih, kozmetičnih in drugih podjetij so zanikali dejstva, da bi stopnja izpostavljenosti človeka endokrinim distruptorjem lahko bila nevarna za zdravje. Marian Stanley, predstavnik ameriškega Združenja kemijske industrije (American Chemical Council), je za javne medije izjavil: »Iz sklepa raziskav je razvidno, da ni nobenega dokaza, da bi endokrini distruptorji škodljivo vplivali na zdravje človeka /.../ in da ni nobenih prepričljivih dokazov za naraščanje problemov z zdravjem.« Raziskave, ki jih financira industrija, tako v nasprotju z nacionalno financiranimi raziskavami kažejo, da endokrini distruptorji nimajo vpliva na človekovo zdravje. V ZDA se je v zadnjih letih nacionalni sklad za raziskave posledic motilcev delovanja endokrinega sistema še dodatno zmanjšal: od leta 2003 do 2006 jim je bilo namenjeno manj kot 15 milijonov dolarjev, kar je v primerjavi z leti pred 2003 veliko manj.
Kljub temu so nekatera podjetja že začela z varstvenimi ukrepi. Podjetje Procter & Gamble, ki proizvaja potrošniške izdelke, je umaknilo dibutil ftalat (DBP) iz vseh izdelkov, ki jih prodaja po svetu. Podjetja Unilever, Revlon and L'Oréal so obljubila, da bodo iz izdelkov, ki jih prodajajo v Evropi, umaknile vse snovi, ki so tam prepovedane. Baxter International razvija alternativne snovi za ftalate, ki so vsebovani v izdelkih za medicinske namene. Metoksiklor, eden od pesticidov, ki ga je Michael Skinner potrdil kot zelo nevarnega endokrinega distruptorja, se v zadnjih letih v ZDA ne prodaja več, potem ko je podjetje Drexel Chemical neuspešno skušalo dokazati Okoljevarstveni agenciji v ZDA (Environmental Protection Agency oz. EPA), da je izdelek neškodljiv.